# Locuzioni indicanti la Francia

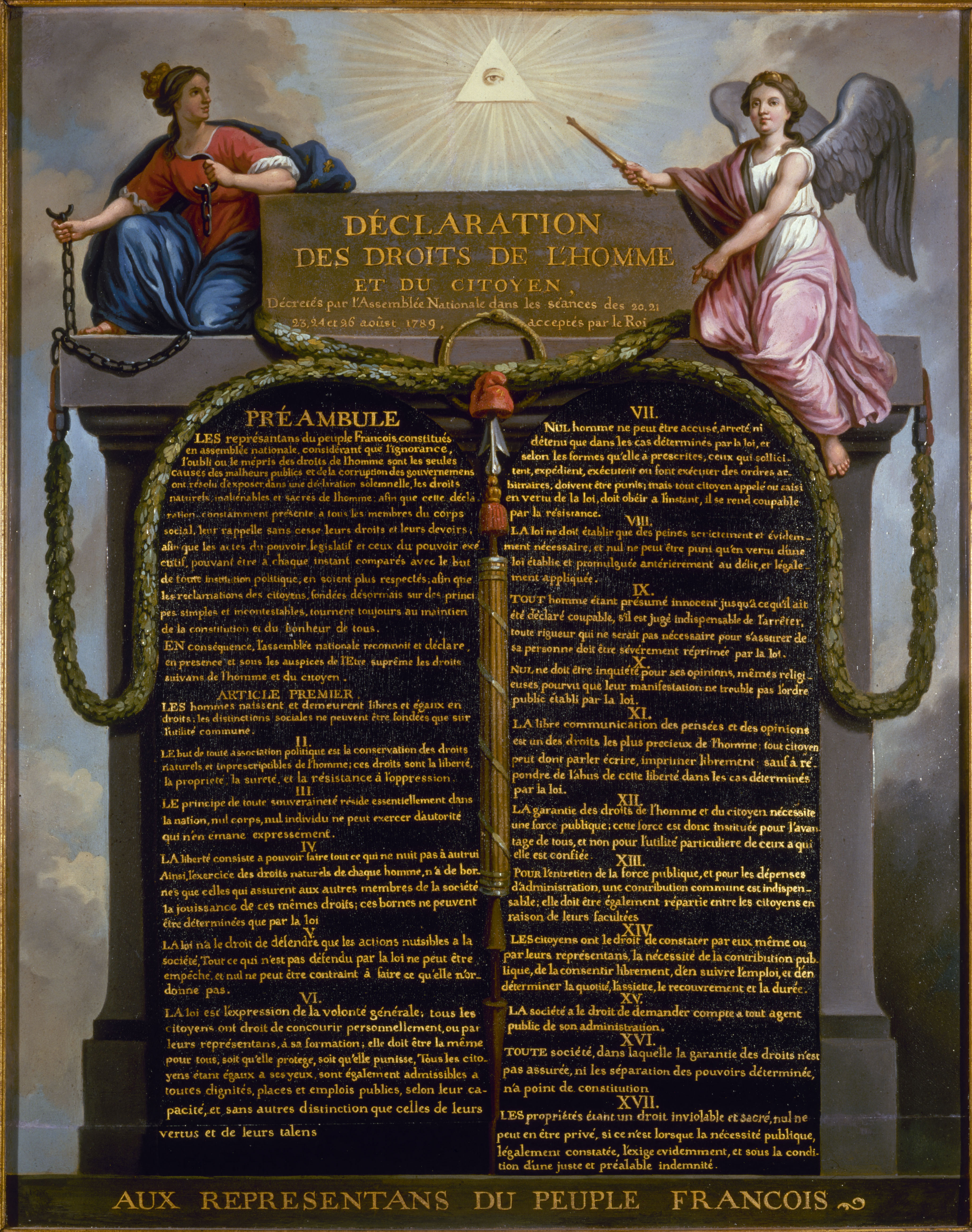
Rappresentazione della Dichiarazione dei diritti dell'uomo e del cittadino del 1789.

Per indicare la Francia vengono utilizzate diverse locuzioni consolidatesi nel tempo, di origini le più diverse.

## Locuzioni comuni
- La Patria dei diritti dell'Uomo (Patrie des droits de l'Homme).
- La Figlia primogenita della Chiesa (Fille aînée de l’Église). Nel 753 papa Stefano II richiese l'aiuto militare di Pipino il Breve contro i Longobardi. In cambio Stefano II gli offrì le reliquie di Santa Petronilla, le cui ossa furono deposte nella Basilica di San Pietro a Roma in una speciale cappella riservata per sempre ai re dei Franchi,[1] denominata Capella regnum Francorum inizialmente e poi cappella di santa Petronilla.[2] I re di Francia avrebbero potuto fregiarsi per sempre del titolo di "Figlio primogenito della Chiesa".[3] Lo stesso Pipino il Breve avrebbe mandato la figlia Gisella appena nata a Roma affinché fosse battezzata da papa Paolo I sulla tomba di Petronilla. Da quei tempi Petronilla fu riconosciuta come santa patrona dei re di Francia e divenne patrona nazionale allorché la Francia si definì "Figlia primogenita della Chiesa". La sua associazione con la corona francese deriva dal fatto che Carlo Magno e il figlio Carlomanno I, dopo l'800, sono stati considerati come figli adottivi di San Pietro.
- La Grande Nazione (La Grande Nation), locuzione comparsa durante la rivoluzione e poi sotto Napoleone Bonaparte e ancora molto utilizzata oggi dai tedeschi in senso ironico.[4].
- Paese dei Lumi (Pays des Lumières), in riferimento al secolo dei Lumi.
- Il Paese di Molière (Pays de Molière)[5], per contaminazione della locuzione langue de Molière (da Molière) per designare la lingua francese.
- L'Esagono (Hexagone), secondo la sagoma approssimativa delle frontiere francesi (un po' come si dice "Lo Stivale" per definire l'Italia).
- Il Paese del formaggio (Pays du fromage), dovuta alla grande varietà di formaggi francesi, o Il Paese dei 365 formaggi (Pays des 365 fromages), dalla celebre citazione attribuita sia al generale Charles de Gaulle che a Churchill, tenuto conto che ce ne sono più di 1600
- Oltre Quiévrain (Outre-Quiévrain) in riferimento al comune belga di Quiévrain posto sulla frontiera franco-belga; locuzione avverbiale che per i francesi significa "in Belgio" e per i belgi "in Francia". Molto meno usata, ma con lo stesso significato la locuzione avverbiale "Oltre Quiévrechain" (Outre Quiévrechain), in riferimento al comune francese di confine Quiévrechain nel dipartimento del Nord.
- Oltre Quesnon (Outre-Couesnon),[6] locuzione avverbiale che faceva storicamente riferimento al fiume Couesnon, che nel 1009 divenne la linea di separazione fra la Bretagna (allora stato indipendente) e la Francia. Per i bretoni questa locuzione significava "in Francia".
- La Francia dell'interno (France de l'intérieur) faceva riferimento alla Francia dal punto di vista dell'Alsazia-Lorena quando, una volta, questa regione non faceva parte della Francia e ormai spesso indicata per distinguere il diritto locale da quello generale.

### La figlia primogenita della Chiesa
La Francia è detta così poiché i loro re sono discendenti di Clodoveo I, primo re barbaro battezzato cristiano. A questo titolo essi furono così chiamati.
In realtà la nozione di filiazione spirituale dei re di Francia comparve più tardi, all'incirca all'epoca di Pipino il Breve, e si manifestò soprattutto durante il Rinascimento: 
- Papa Alessandro VI definì re Carlo VIII suo figlio primogenito
- I re di Francia Luigi XII e Françesco I si dichiararono primi figli della Chiesa;
- La regina Caterina de' Medici assicurò nel 1562 all'ambasciatore d'Inghilterra che «… il regno di Francia è il figlio primogenito della Santa Chiesa»;
- La Lega cattolica in lotta contro Enrico III dichiarò la Francia figlia primogenita della Chiesa.

### L'Esagono

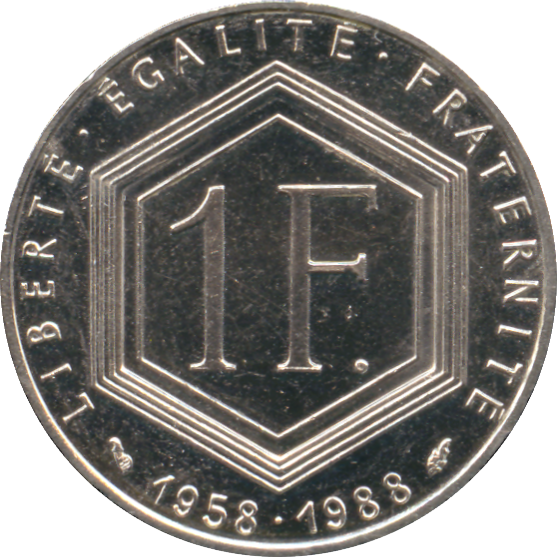
Moneta da un franco (1988), rappresentante la Francia sotto forma d'esagono.

La forma geografica della Francia metropolitana assomiglia a un esagono, o si può inscriverla in un esagono (3 lati di frontiera terrestre e 3 lati di costa marittima). È il motivo per il quale l'espressione "Esagono" è molto utilizzata per designare il territorio francese o, per estensione, la Francia propriamente detta.

### La Patria dei diritti dell'Uomo
"Paese dei diritti dell'Uomo" (Pays des droits de l'Homme o Patrie des droits de l’homme) è uno dei modi utilizzati per indicare la Francia, a causa della Dichiarazione dei diritti dell'uomo e del cittadino che vi fu redatta nel 1789 da parte della nascente rivoluzione francese.
Questa espressione è usata da molti mezzi di comunicazione francesi, ma negli altri Paesi, la Francia è meno considerata come paese dei diritti dell'uomo, in particolare per il fatto che è stata preceduta in questo dal Regno Unito e dagli Stati Uniti d'America nell'affermazione dei diritti fondamentali dei propri cittadini. In ogni caso è da notare che la Dichiarazione dei diritti dell'uomo e del cittadino del 1789 riconosce diritti fondamentali a tutti gli uomini, francesi, stranieri o nemici.

### Oltre Quiévrain
L'espressione "Oltre Quiévrain" (Outre-Quiévrain) è utilizzata in Francia per indicare il Belgio. Diversamente da altre espressioni più antiche e più utilizzate, quali "Oltre Manica" (Outre-Manche), per la Gran Bretagna, o "Oltre Reno" (Outre-Rhin), per la Germania, che indicano tracciati stabiliti dalla natura e coincidenti con il confine quali frontiere naturali, "Oltre Quiévrain" fa riferimento a una città frontaliera belga, vecchio punto di transito ferroviario tra Francia e Belgio. Dal XIX secolo fino alla prima guerra mondiale, Quiévrain ospitava la stazione di frontiera della linea ferroviaria che univa Parigi a Bruxelles. Passata la stazione, si era "Oltre Quiévrain". Quiévrain divenne dunque un luogo di passaggio frequentato per le relazioni franco-belghe, ove tutti i viaggiatori si dovevano fermare per sottoporsi ai controlli doganali. 
Questa funzione traspare particolarmente in varie testimonianze relative a personalità del XIX secolo quali Victor Hugo, Verlaine o Rimbaud o Baudelaire. Di qui l'espressione "oltre Quiévrain", ancora utilizzata per indicare il Paese vicino.
Per estensione, l'espressione "Oltre-Quiévrain" è utilizzata in Belgio per indicare la Francia.